# Férfi kormányos nélküli négyes evezés az 1992. évi nyári olimpiai játékokon
Az 1992. évi nyári olimpiai játékokon a evezés férfi kormányos nélküli négyes versenyszámát július 28. és augusztus 2. között rendezték a Lake of Banyoles-tón.

## Versenynaptár
| Dátum                        | Forduló  |
| ---------------------------- | -------- |
| 1992. július 28., kedd       | Előfutam |
| 1992. július 29., szerda     | Vigaszág |
| 1992. július 31., péntek     | Elődöntő |
| 1992. augusztus 2., vasárnap | Döntő    |

## Eredmények
Az időeredmények másodpercben értendők. A rövidítések jelentése a következő:
- Q: továbbjutás helyezés alapján
- QA: az A-döntőbe jutott
- QB: a B-döntőbe jutott

### Előfutam
Az előfutamokból az első három helyezettek automatikusan az A/B elődöntőbe jutottak, a többiek a vigaszágra kerültek.
| Helyezés | Nemzet                                                                                               | Idő      | Mj       |
| 1. futam | 1. futam                                                                                             | 1. futam | 1. futam |
| -------- | --- | -------- | -------- |
| 1.       | Egyesült Államok (USA) · William Burden · Jeffrey McLaughlin · Thomas Bohrer · Patrick Manning       | 6:00,93  | Q        |
| 2.       | Új-Zéland (NZL) · Scott Brownlee · Chris White · Patrick Peoples · Campbell Clayton-Greene           | 6:03,10  | Q        |
| 3.       | Szlovénia (SLO) · Janez Klemenčič · Sašo Mirjanič · Milan Janša · Sadik Mujkič                       | 6:04,91  | Q        |
| 4.       | Franciaország (FRA) · Jean-Pierre Le Lain · Patrick Vibert-Vichet · Bruno Dumay · Dominique Lecointe | 6:15,23  |          |
| 5.       | Románia (ROU) · Vasile Hanuseac · Nicolae Spîrcu · Florin Ene · Ioan Șnep                            | 6:24,63  |          |
| 2. futam | |          |          |
| 1.       | Ausztrália (AUS) · Andrew Cooper · Mike McKay · Nick Green · James Tomkins                           | 5:59,18  | Q        |
| 2.       | Hollandia (NED) · Bart Peters · Niels van der Zwan · Jaap Krijtenburg · Sven Schwarz                 | 6:01,19  | Q        |
| 3.       | Németország (GER) · Armin Weyrauch · Matthias Ungemach · Dirk Balster · Markus Vogt                  | 6:09,07  | Q        |
| 4.       | Nagy-Britannia (GBR) · Salih Hassan · John Garrett · Gavin Stewart · Richard Stanhope                | 6:23,73  |          |
| 5.       | Észtország (EST) · Vjatšeslav Divonin · Toomas Vilpart · Tarmo Virkus · Marek Avamere                | 6:27,97  |          |
| 3. futam | |          |          |
| 1.       | Spanyolország (ESP) · Fernando Climent · José María de Marco · Juan Aguirre · Fernando Molina        | 6:01,51  | Q        |
| 2.       | Olaszország (ITA) · Luca Sartori · Rocco Pecoraro · Carmine La Mura · Riccardo Dei Rossi             | 6:02,26  | Q        |
| 3.       | Egyesített Csapat (EUN) · Viktor Pitirimov · Roman Moncsenko · Vlagyimir Szokolov · Vadim Yunash     | 6:02,84  | Q        |
| 4.       | Kanada (CAN) · Donald Telfer · Brian Saunderson · Cedric Burgers · Gregory Stevenson                 | 6:03,91  |          |

### Vigaszág
A vigaszág futamából az első három helyezett az A/B elődöntőbe jutott, a többiek a C döntőbe kerültek.
| Helyezés | Nemzet                                                                                               | Idő     | Mj  |
| -------- | --- | ------- | --- |
| 1.       | Nagy-Britannia (GBR) · Salih Hassan · John Garrett · Gavin Stewart · Richard Stanhope                | 6:12,68 | A/B |
| 2.       | Kanada (CAN) · Donald Telfer · Brian Saunderson · Cedric Burgers · Gregory Stevenson                 | 6:12,71 | A/B |
| 3.       | Franciaország (FRA) · Jean-Pierre Le Lain · Patrick Vibert-Vichet · Bruno Dumay · Dominique Lecointe | 6:13,37 | A/B |
| 4.       | Románia (ROU) · Vasile Hanuseac · Nicolae Spîrcu · Florin Ene · Ioan Șnep                            | 6:16,13 | C   |
| 5.       | Észtország (EST) · Vjatšeslav Divonin · Toomas Vilpart · Tarmo Virkus · Marek Avamere                | 6:30,63 | C   |

### Elődöntő
| Helyezés | Nemzet                                                                                               | Idő      | Mj       |
| A/B      | A/B                                                                                                  | A/B      | A/B      |
| 1. futam | 1. futam                                                                                             | 1. futam | 1. futam |
| -------- | --- | -------- | -------- |
| 1.       | Egyesült Államok (USA) · William Burden · Jeffrey McLaughlin · Thomas Bohrer · Patrick Manning       | 5:58,87  | QA       |
| 2.       | Szlovénia (SLO) · Janez Klemenčič · Sašo Mirjanič · Milan Janša · Sadik Mujkič                       | 5:59,52  | QA       |
| 3.       | Hollandia (NED) · Bart Peters · Niels van der Zwan · Jaap Krijtenburg · Sven Schwarz                 | 6:00,55  | QA       |
| 4.       | Spanyolország (ESP) · Fernando Climent · José María de Marco · Juan Aguirre · Fernando Molina        | 6:04,59  | QB       |
| 5.       | Egyesített Csapat (EUN) · Viktor Pitirimov · Roman Moncsenko · Vlagyimir Szokolov · Vadim Yunash     | 6:05,29  | QB       |
| 6.       | Kanada (CAN) · Donald Telfer · Brian Saunderson · Cedric Burgers · Gregory Stevenson                 | 6:09,20  | QB       |
| 2. futam | |          |          |
| 1.       | Ausztrália (AUS) · Andrew Cooper · Mike McKay · Nick Green · James Tomkins                           | 5:58,26  | QA       |
| 2.       | Németország (GER) · Armin Weyrauch · Matthias Ungemach · Dirk Balster · Markus Vogt                  | 5:59,38  | QA       |
| 3.       | Új-Zéland (NZL) · Scott Brownlee · Chris White · Patrick Peoples · Campbell Clayton-Greene           | 6:01,19  | QA       |
| 4.       | Nagy-Britannia (GBR) · Salih Hassan · John Garrett · Gavin Stewart · Richard Stanhope                | 6:02,87  | QB       |
| 5.       | Olaszország (ITA) · Luca Sartori · Rocco Pecoraro · Carmine La Mura · Riccardo Dei Rossi             | 6:09,72  | QB       |
| 6.       | Franciaország (FRA) · Jean-Pierre Le Lain · Patrick Vibert-Vichet · Bruno Dumay · Dominique Lecointe | 6:12,57  | QB       |

### Döntők
| Hely.   | Össz.   | Nemzet                                                                                               | Idő     | Mj      |
| C-döntő | C-döntő | C-döntő                                                                                              | C-döntő | C-döntő |
| ------- | ------- | --- | ------- | ------- |
| 1.      | 13.     | Románia (ROU) · Vasile Hanuseac · Nicolae Spîrcu · Florin Ene · Ioan Șnep                            | 6:34,85 |         |
| 2.      | 14.     | Észtország (EST) · Vjatšeslav Divonin · Toomas Vilpart · Tarmo Virkus · Marek Avamere                | 6:38,76 |         |
| B-döntő |         | |         |         |
| 1.      | 7.      | Nagy-Britannia (GBR) · Salih Hassan · John Garrett · Gavin Stewart · Richard Stanhope                | 6:05,00 |         |
| 2.      | 8.      | Olaszország (ITA) · Luca Sartori · Rocco Pecoraro · Carmine La Mura · Riccardo Dei Rossi             | 6:06,21 |         |
| 3.      | 9.      | Spanyolország (ESP) · Fernando Climent · José María de Marco · Juan Aguirre · Fernando Molina        | 6:06,66 |         |
| 4.      | 10.     | Egyesített Csapat (EUN) · Viktor Pitirimov · Roman Moncsenko · Vlagyimir Szokolov · Vadim Yunash     | 6:10,62 |         |
| 5.      | 11.     | Kanada (CAN) · Donald Telfer · Brian Saunderson · Cedric Burgers · Gregory Stevenson                 | 6:13,01 |         |
| 6.      | 12.     | Franciaország (FRA) · Jean-Pierre Le Lain · Patrick Vibert-Vichet · Bruno Dumay · Dominique Lecointe | 6:17,69 |         |
| A-döntő |         | |         |         |
| Arany   | Arany   | Ausztrália (AUS) · Andrew Cooper · Mike McKay · Nick Green · James Tomkins                           | 5:55,04 |         |
| Ezüst   | Ezüst   | Egyesült Államok (USA) · William Burden · Jeffrey McLaughlin · Thomas Bohrer · Patrick Manning       | 5:56,68 |         |
| Bronz   | Bronz   | Szlovénia (SLO) · Janez Klemenčič · Sašo Mirjanič · Milan Janša · Sadik Mujkič                       | 5:58,24 |         |
| 4.      | 4.      | Németország (GER) · Armin Weyrauch · Matthias Ungemach · Dirk Balster · Markus Vogt                  | 5:58,39 |         |
| 5.      | 5.      | Hollandia (NED) · Bart Peters · Niels van der Zwan · Jaap Krijtenburg · Sven Schwarz                 | 5:59,14 |         |
| 6.      | 6.      | Új-Zéland (NZL) · Scott Brownlee · Chris White · Patrick Peoples · Campbell Clayton-Greene           | 6:02,13 |         |